# TVR1
TVR1 е румънски обществен информационен и развлекателен телевизионен канал, част от държавната обществена телевизия TVR. Започва излъчване на 31 декември 1956 г. Покрива 99% от територията на Румъния. Излъчва в цифров формат DVB-T и през сателит.